# Okenita
La okenita es un mineral de la clase de los filosilicatos. Fue descubierta en 1828 en la isla Disko de la provincia de Kitaa (Groenlandia), siendo nombrada así en honor de Lorenz Oken, naturalista alemán. Sinónimos poco usados son: bordita o disclasita.

## Características químicas
Es un filosilicato de calcio, sin aluminio e hidratado.
Además de los elementos de su fórmula, suele llevar como impurezas: aluminio, hierro, estroncio, sodio y potasio, que le pueden dar tonalidades siempre muy pálidas.

## Formación y yacimientos
Aparece en forma de amígdalas en basaltos, es un mineral secundario producto de la alteración de dicho basalto.
Suele encontrarse asociado a otros minerales como: zeolitas, apofilita, prehnita, calcita, cuarzo o calcedonia.

## Usos
La belleza de algunos ejemplares hace que sea codiciada por su uso coleccionístico. Pero hay que tener cuidado con los especímenes de okenita coloreados, vendidos comúnmente como de la China o India, son una estafa al ser coloreados con aditivos artificiales.